# Казимиро Немезио де Мойя
Казимиро Немезио де Мойя (исп. Casimiro Nemesio de Moya; 19 декабря 1849, Санто-Доминго — 27 мая 1915) — военный и политический деятель Доминиканской республики, вице-президент с 1882 по 1884 год.

## Биография
Казимиро де Мойя родился 19 декабря 1849 года в городе Санто-Доминго, в семье Дионисио де Мойя-и-Портеса и Мерседес Пиментель, двоюродный брат первой леди Доминиканской республики Трины де Мойя, жены президента Орасио Васкеса.
Занимал в разное время посты министра иностранных дел с 1878 по 1880 год, министра внутренних дел и полиции, губернатора Ла-Веги, военно-морского министра, министра коммуникаций, министра финансов и торговли, также был вице-президентом Доминиканской Республики с 1 сентября 1882 года по 1 сентября 1884 года. Ему принадлежит создание первого плана столицы Доминиканской республики Санто-Доминго и проект нынешнего герба Доминиканской республики.